# Kamień Pomorski
Pour les articles homonymes, voir Kamień.
Kamień Pomorski [ˈkamʲɛɲ pɔˈmɔrski] (en allemand : Kammin, autrefois Cammin ; en cachoube : Kamiéń) est une ville de la voïvodie de Poméranie-Occidentale, dans le nord-ouest de la Pologne. Elle est le siège de la gmina de Kamień Pomorski, dans le powiat de Kamień. La ville est une station balnéaire reconnue par l'Etat. 

## Géographie

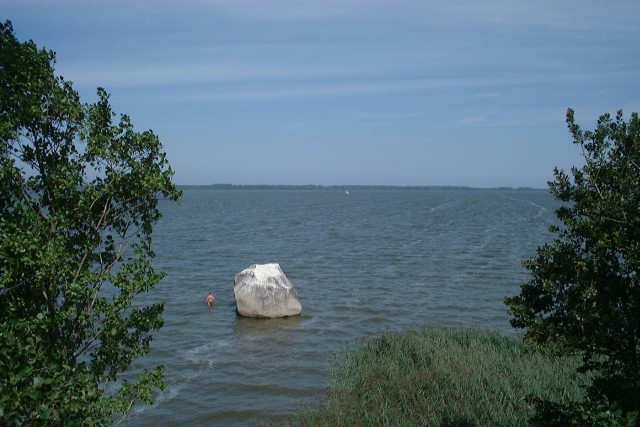
La Pierre Royale.

Kamień fait partie de la région historique de Poméranie ultérieure. La municipalité est située en bordure de la lagune de Kamień (Zalew Kamieński) dans le nord-ouest de la voïvodie, à 90 km au nord-est de Szczecin. 
La côte de la mer Baltique se trouve à 8 km du centre-ville. La voie fluviale de la Dziwna permet un accès direct à la mer. À l’ouest de Kamień Pomorski se trouve l’île de Chrząszczewska. L'espace naturel est protégé comme réserve ornithologique.

## Nom
Le nom de la ville fait référence à la « Pierre Royale » (kamień signifie « pierre » en polonais), un bloc erratique d'une vingtaine de mètres d'envergure déposé lors de la dernière période glaciaire à l'embouchure de la Dziwna, à proximité immédiate de la ville.

## Histoire
Un château fort (grad) des Slaves dans ce lieu a été mentionné pour la première fois en l'an 1107. Déjà en 1000, au congrès de Gniezno, le duc Boleslas Ier de Pologne avait créé un diocèse en Poméranie dont le siège se trouvait à Kołobrzeg. Le noble Reinbern († 1013/15) fut le seul évêque de l'éphémère évêché de Kołobrzeg ; il fait démolir les sanctuaires païens, mais il est chassé par un soulèvement des tribus locales et se réfugie à la cour de Boleslas. 
Au début du XIIe siècle, les forces du duc Boleslas III Bouche-Torse reprirent la Poméranie. Le souverain polonais a fait l'évêque Othon de Bamberg christianiser le pays. Othon, l’« apôtre de la Poméranie », s'est rendu à Cammin en 1124 baptisant les peuples indigènes ; un deuxième voyage missionnaire, soutenu par le roi Lothaire de Supplinbourg, le mènera ici en 1128. En ce temps, le duc Warcisław Ier de Poméranie († 1147/1148), l'ancêtre de la dynastie des Griffon, a créé sa résidence à Kamień. 
À la mort d'Othon de Bamberg en 1139, un nouvel évêque de Poméranie, Albert († 1160/1164), fut nommé. Par acte du 14 octobre 1140, le pape Innocent II a confirmé la création du diocèse dans le duché de Poméranie, dont le siège épiscopal était précédemment à l'église de Wolin. Au cours de la colonisation germanique, l'affiliation du diocèse fait l'objet de divergences entre les archevêchés de Magdebourg et de Gniezno. Le pape évite ce conflit : il a créé un diocèse exempt relevant directement du Saint-Siège sans appartenir à une province ecclésiastique. 

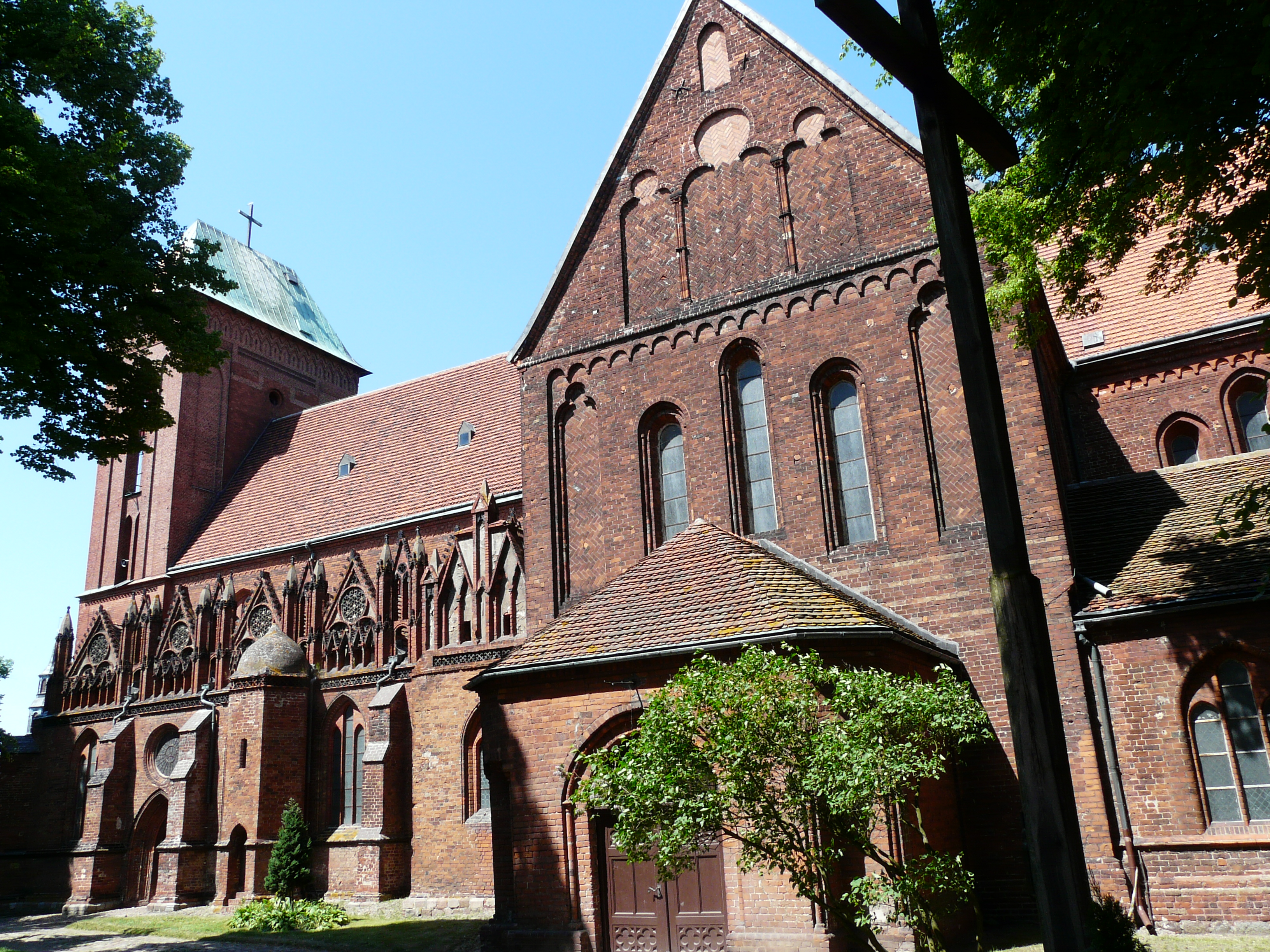
La cathédrale Saint-Jean-Baptiste.

Après que Wolin fut dévastée par les forces du royaume de Danemark, Kamień devient le siège de l'évêché poméranien en 1176 (ou 1182 ?)(diocèse de Cammin). Cette décision a suivi plusieurs incursions des troupes du duché de Saxe : en 1164, les ducs Bogusław Ier et Casimir Ier de Poméranie, fils de Warcisław Ier, devinrent les vassaux de Henri le Lion, le duc de Saxe. Après la chute de Henri en 1180, leur duché est devenu un fief immédiat du Saint-Empire romain. Le territoire de l'évêché poméranien s'étendait jusqu'à la frontière orientale avec la Pomérélie le long de la rivière Łeba.
Le duc Casimir Ier a fondé le chapitre de la cathédrale Saint-Jean-Baptiste à Kamień. Le chœur de l'église en style roman fut construit jusqu'en 1210. Après que les Danois ont été vaincus à la bataille de Bornhöved en 1227, le duché de Poméranie reprend son autonomie. Kamień demeure le siège épiscopal et du chapitre jusqu'à la sécularisation après la guerre de Trente Ans au XVIIe siècle. La cathédrale était le lieu de sépulture des ducs de Poméranie et de nombreux évêques. À partir de 1228, les Dominicains s’impliquent dans les affaires religieuses de Kamień. En 1274, les citoyens ont reçu les privilèges urbains (selon le droit de Lübeck) des mains du duc Barnim Ier. 
En ce temps, les évêques ont fondé la ville de Kołobrzeg (Kolberg) sur les rives de la Parsęta où ils firent construire la basilique de l'Assomption. À la fin du XIIIe siècle, ils régnaient sur les domaines autour de Kołobrzeg, Karlino, Koszalin et Bobolice en qualité de princes-évêques. En 1308, la ville de Kamień fut dévastée par les forces du margrave Valdemar de Brandebourg luttant contre le duc Bogusław IV de Poméranie. Au cours du conflit avec les margraves de Brandebourg sur l'Uckermark, l’évêque Conrad IV seconde les exigences des ducs Warcisław IV et Otto Ier de Poméranie ; en échange, il a reçu la ville de de Kamień en pleine propriété.
À la suite des traités de Westphalie (1648) qui concluent la guerre de Trente Ans, la ville passe sous contrôle suédois. Acquise par le Brandebourg-Prusse en 1679, elle se retrouve dans le Royaume de Prusse en 1701. À partir de 1818, la ville devient le chef-lieu de l'arrondissement de Cammin-en-Poméranie (de). Jusqu’en 1945, elle reste sous la souveraineté de la Prusse, puis de l'Allemagne. En 1945, à la suite de la conférence de Potsdam, la ville est rattachée à la Pologne. La population allemande est expulsée et remplacée par des Polonais, pour la plupart originaires de Pologne orientale devenue soviétique (Ukraine), dont ils avaient eux-mêmes été chassés à la fin de la guerre.

## Tourisme

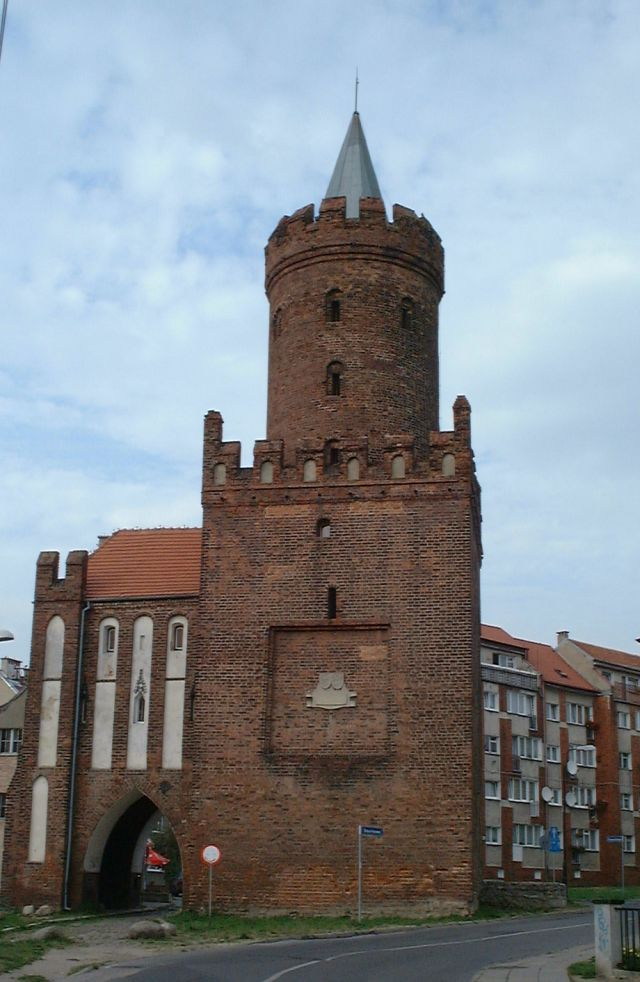
La porte de Wolin et la tour Piast

La ville possède un riche patrimoine historique, dont :
- la Porte de Wolin et la tour Piast ;
- la cathédrale Saint-Jean-Baptiste (XIIe – XIIIe siècles) ;
- l’ancien presbytère ;
- l’hôtel de ville (XVe – XVIe siècles) ;
- des maisons du XVIIIe et du XIXe siècle ;
- l’église Saint-Nicolas ;
- le cimetière (Xe – XIIe siècles) ;
- le palais épiscopal (XVIe siècle) ;
- l’église Notre-Dame (XIVe – XVe siècles) ;
- "La pierre" ou en polonais, "Kamien".
- "Le lac", ainsi nommé par les habitants (le golfe en réalité).

Les sports nautiques sont pratiqués sur le golfe jouxtant la ville. Aucun moyen de location n'est cependant disponible. Il est interdit de s'y baigner. Courant 2012 ouvrira la marina. Actuellement en construction, celle-ci a pris du retard à la suite de la découverte de vestiges de la ville lorsqu'elle était allemande dans l'eau.
La "Kamien" est la pierre qui a été déposée par un iceberg il y a plusieurs siècles. La légende raconte que c'est cette pierre même qui serait tombée sur le diable pour l'enfermer à tout jamais.

## Jumelages
La ville de Kamień Pomorski est jumelée avec :
- Bromölla (Suède) depuis le 13 septembre 2000
- Kowary (Pologne) depuis le 28 juillet 1999
- Lünen (Allemagne) depuis le 5 mai 2000
- Porvoo (Finlande) depuis le 9 septembre 1988
- Torgelow (Allemagne) depuis le 7 février 1996

## Personnalités liées à la commune
- Uwe Johnson (1934–1984), écrivain.